# 어업
어업(漁業)은 바다나 호수 등의 물 속에 사는 어패류, 물고기 따위의 수산물을 수확하는 직업이나 업종을 말한다. 어망을 사용한 어업은 그물어업, 망어업(網漁業)으로 부른다.

## 어업의 구분

### 민물어업
강이나 호수에서 이루어지는 수산업을 말한다. 뱀장어, 빙어 등이 주요 생산물이다.

### 연안어업
육지에서 멀지 않은 바다에서 수산물을 채취하는 수산업을 말한다.

### 원양어업
대형 어선을 이용하여 먼 바다에 나가 대량으로 어류를 포획하는 수산업을 원양어업이라 한다. 주요 포획 대상은 참치나 명태, 고래가 있다. 고래를 포획하는 고래잡이 산업은 20세기 초까지 성행하였으나 국제적인 환경운동의 결과 거의 대부분의 나라에서 법으로 금지되었다.

### 양식업
양식업은 해산물을 특정한 시설을 이용하여 기르는 어업을 말한다. 김, 미역과 같은 해조류나 광어, 우럭 같은 어류, 소라, 전복과 같은 연체동물을 기른다. 해조류는 육지와 가까운 바다에 양식 시설을 갖추고 파종하여 기른다. 어류는 육지에 양식장을 갖추는 경우와 바다에 시설을 만들어 양식하는 경우가 있다. 바다에 시설을 갖추고 어류를 양식하는 것을 가두리 양식이라고 한다.

## 같이 보기
- 생태계
- 수산업
- 양어법
- 대한민국의 원양어업